# Я люблю Люсі (фільм)
«Я люблю Люсі» (англ. I Love Lucy) — американська кінокомедія режисера Едварда Седжвіка 1953 року.
Повнометражний фільм, зроблений у форматі спеціального подовженого епізоду однойменного серіалу, на який нас запрошують головні герої.

## Сюжет
Дружина співака і актора, Люсі також мріє опинитися на сцені. Але її чоловік всіляко опирається цьому, вважаючи Люсі неталановитою. Для нього вона домогосподарка: любляча дружина і мати. У відповідь на це Люсі демонструє свій талант будинку, влаштовуючи неймовірні комічні сцени.

## У ролях
- Люсіль Болл — Люсі Рікардо / камео
- Десі Арнас — Рікі Рікардо / камео
- Вівіан Венс — Етель Мерц / камео
- Вільям Фроулі — Фред Мерц / камео